# Te falta un viaje
Te falta un viaje es un programa de televisión español del género reality show presentado por Paz Padilla y emitido en Cuatro. El programa consiste en visitar distintos países del mundo para descubrir en cada entrega cómo se afronta desde diferentes culturas y tradiciones la relación con la vida y con la muerte, siendo el principal objetivo que perseguirán madre e hija en el docureality que prepara Cuatro.

## Formato
Cada entrega se desarrollará en un país diferente, por lo que el tándem Padilla visitará varias partes del mundo. Paz y Anna estarán acompañadas por guías autóctonos que les ayudarán a descubrir exóticas localizaciones. En su periplo, que promete estar lleno de momentos divertidos, emocionantes y mucho sentido del humor, visitarán a españoles residentes en cada destino, conocerán a sorprendentes personajes y convivirán en casas de familias nativas que les mostrarán sus tradiciones y costumbres, que ambas practicarán con la ayuda de sus anfitriones.
Cada edición finalizará con una gran experiencia para las protagonistas, un reto que se conocerá desde el inicio de cada viaje y que afrontarán al final de cada ruta. En definitiva, una nueva oportunidad de conocer más a fondo a Paz Padilla y a su hija, aprovechando también para profundizar en culturas distintas y ver cómo es la relación entre madre e hija.

## Episodios y audiencias
| Temporada | Temporada | Episodios | Estreno                 | Final              | Audiencia media | Audiencia media | Audiencia media |
| Temporada | Temporada | Episodios | Estreno                 | Final              | Espectadores    | Share           |                 |
| --------- | --------- | --------- | ----------------------- | ------------------ | --------------- | --------------- | --------------- |
|           | 1         | 4         | 13 de diciembre de 2023 | 3 de enero de 2024 | 585 000         | 6,1%            |                 |

### Temporada 1
| Episodio | País      | Día de emisión | Audiencia      |
| -------- | --------- | -------------- | -------------- |
| 1        | Ghana     | 13/12/2023     | 840 000 (8,5%) |
| 2        | Marruecos | 20/12/2023     | 480 000 (5,1%) |
| 3        | México    | 27/12/2023     | 501 000 (5,5%) |
| 4        | Ecuador   | 03/01/2024     | 520 000 (5,4%) |